# Oberes Tor (Aichach)

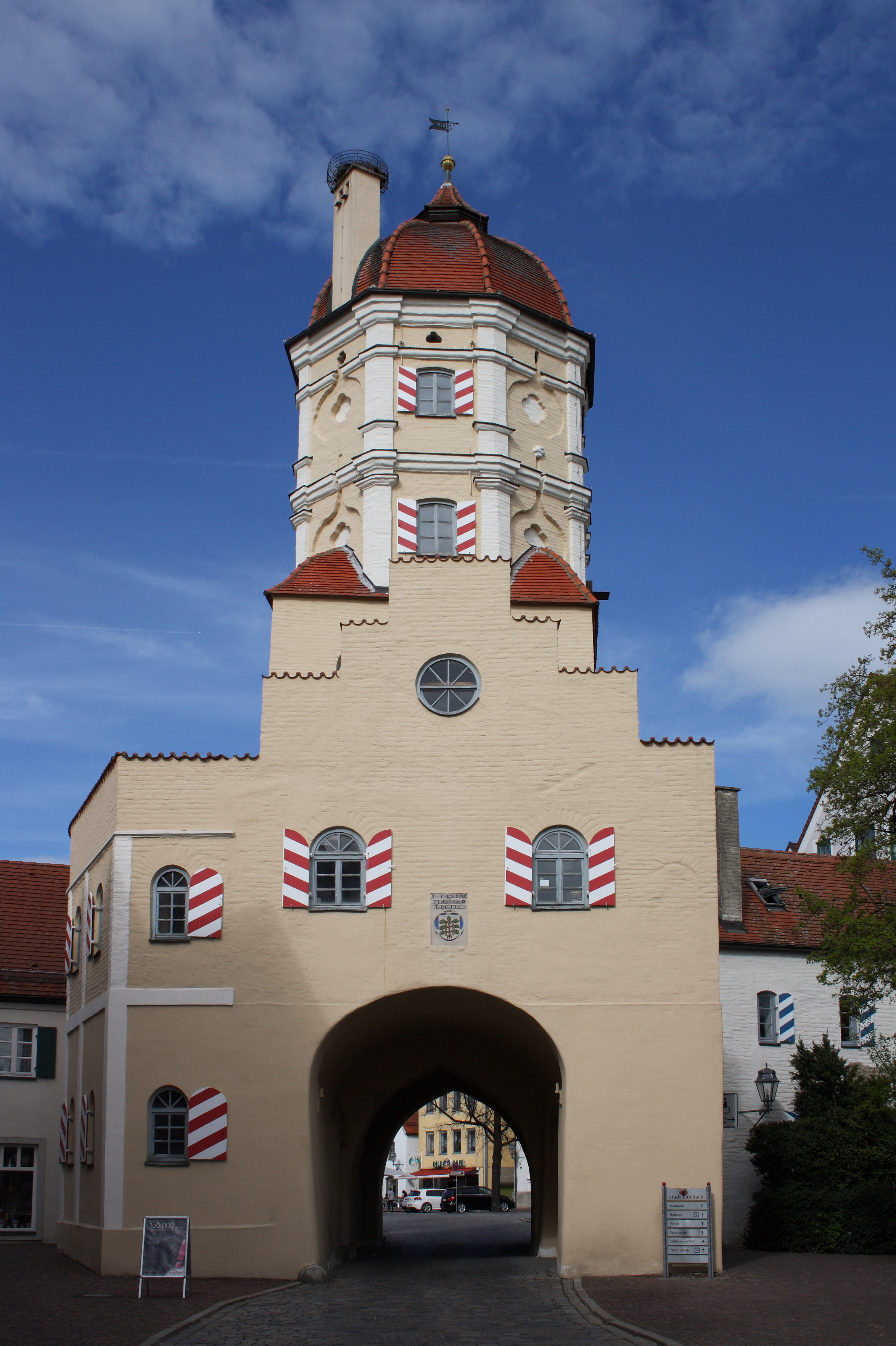
Oberes Tor in Aichach (Feldseite)

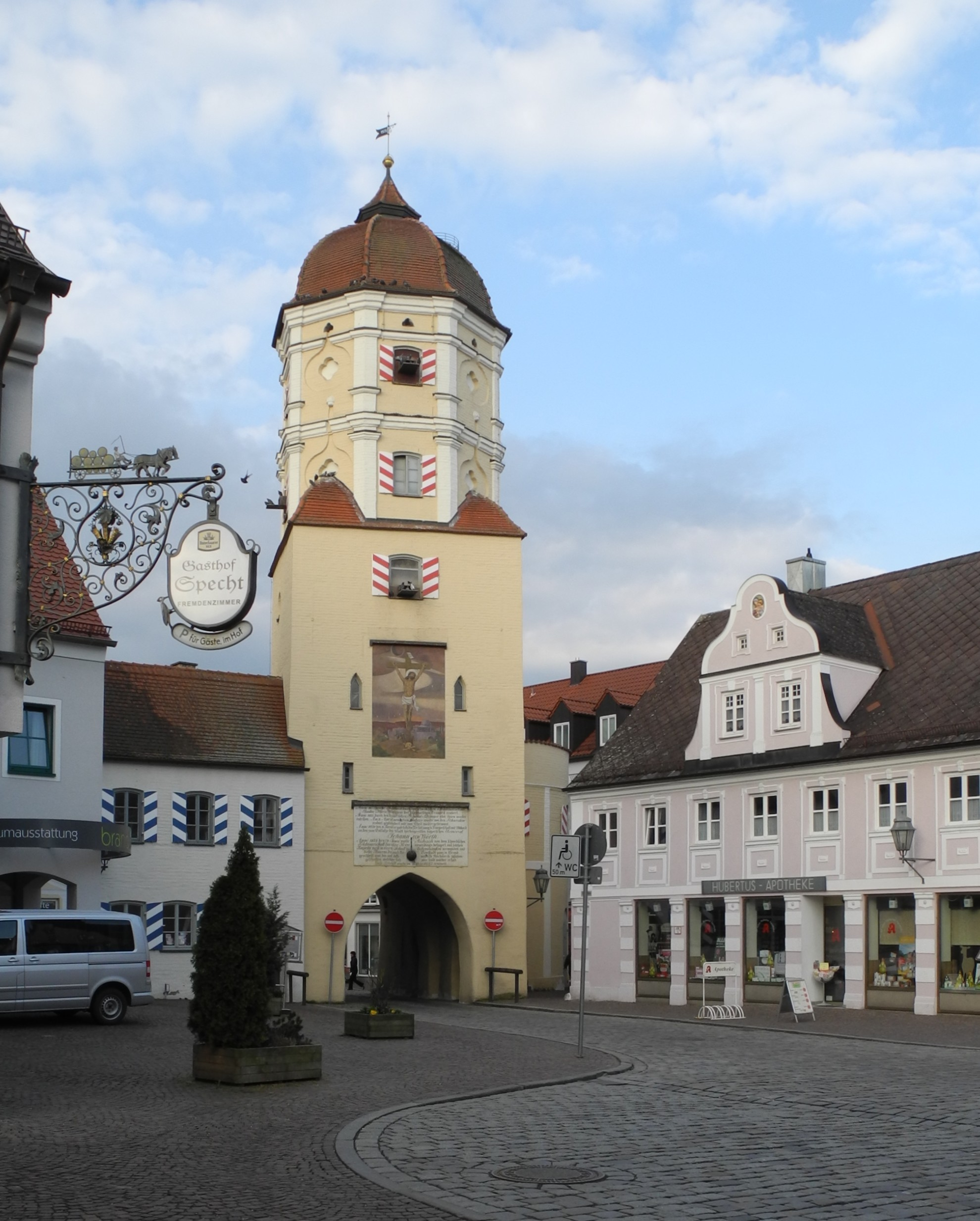
Stadtseite

Das Obere Tor in Aichach, der Kreisstadt des Landkreises Aichach-Friedberg im bayerischen Regierungsbezirk Schwaben, wurde um 1418 errichtet. Das Stadttor am  Stadtplatz 46 ist ein geschütztes Baudenkmal.

## Geschichte
Das pilastergegliederte Oktogon mit geschwungener Haube über quadratischem Unterbau wurde um 1418 errichtet. Der Aufbau von Andreas Adler stammt aus dem Jahr 1697. Der halbrunde südwestliche Anbau mit einem Treppenaufgang entstand 1865. Der östliche Fußgängerdurchgang wurde 1941 geschaffen. Im Obergeschoss befand sich die Wohnung des Türmers.